# Ogoa lutea
Ogoa lutea är en fjärilsart som beskrevs av Karl Grünberg 1907. Ogoa lutea ingår i släktet Ogoa och familjen tofsspinnare. Inga underarter finns listade i Catalogue of Life.